# Sticherus nervatus
Sticherus nervatus är en ormbunkeart som beskrevs av J.Gonzales. Sticherus nervatus ingår i släktet Sticherus och familjen Gleicheniaceae. Inga underarter finns listade.